# شوقي الماجري
شوقي الماجري (11 نوفمبر 1961 - 10 أكتوبر 2019) مخرج تلفزيوني وسينمائي تونسي قام بإخراج العديد من الأعمال التلفزيونية والسينمائية السورية والعربية والعالمية.

## الحياة الشخصية
ولِدَ في العاصمة تونس في منطقة باب سويقة، والده كان نجارًا ويعمل في شركة لصناعة الأثاث «الموبيليا»، ولديه تسع أخوة وهو أصغرهم، وهو طليق الممثلة الأردنية صبا مبارك ولديهما ابن واحد اسمه عمار ولد في 28 مارس 2004.
درس الابتدائية بمدرسة «نهج المشنقة» ثم انتقل في الثانوية إلى مدرسة «المعهد الصادقي».
في عام 1994، انتقل لدراسة الإخراج في بولندا، وحصل على درجة الماجستير من المعهد الوطني للسينما والمسرح والتلفزيون في وودج، وهو واحدٌ من المعاهد المرموقة في أوروبا تخرج منه المخرج العالمي رومان بولانسكي.

## أعماله
بعد تخرجه من المعهد أخرج العديد من الأفلام القصيرة بما في ذلك "La Poste" و"The Smell of Islam" و"Orliano" و"Clé de sol"، أظهرت هذه الأفلام إتقانه وموهبته المبتكرة، مما جعل منه اسمًا مطلوبًا لجميع المنتجين.
وفي نفس العام دخل باب الدراما بإخراجه لمسلسل «أخوة التراب» بجزئه الثاني وهو نص لحسن يوسف، وقد قدمه كمخرج فذ في الساحة الفنية.

### في التلفزيون
- اخوة التراب الجزء الثاني 1998
- تاج من شوك 1998
- عمر الخيام 2002
- الأرواح المهاجرة 2002 عن رواية الكاتبة إيزابيل أيندي بيت الأرواح
- شهرزاد الحكاية الأخيرة 2004
- الطريق الوعر 2005
- أبناء الرشيد 2006
- الاجتياح 2007
- أسمهان 2008
- أبو جعفر المنصور 2008
- هدوء نسبي 2009
- توق 2011 عن رواية الأمير بدر بن عبد المحسن
- نابليون والمحروسة 2012
- حلاوة الروح 2014
- سقوط حر 2016
- دقيقة صمت 2019

### في السينما
- مملكة النمل 2012

## وفاته
توفي صباح يوم الخميس 10 أكتوبر 2019 في العاصمة المصرية القاهرة إثر ذبحة قلبية.

## الجوائز والتكريمات
- جائزة أدونيا 2008 كأفضل مخرج عن مسلسل أسمهان
- جائزة أدونيا 2009 كأفضل مخرج عن مسلسل هدوء نسبي
- جائزة ايمي كأفضل مسلسل أجنبي عن مسلسل الاجتياح

## وصلات خارجية
- شوقي الماجري على موقع IMDb (الإنجليزية)
- شوقي الماجري على موقع قاعدة بيانات الأفلام العربية